# Momotus
Momotus is een geslacht van vogels uit de familie motmots (Momotidae). 

## Soorten
Het geslacht kent de volgende soorten:
- Momotus aequatorialis – Hooglandmotmot
- Momotus bahamensis – Trinidadmotmot
- Momotus coeruliceps – Blauwkruinmotmot
- Momotus lessonii – Lessons motmot
- Momotus mexicanus – Bruinkapmotmot
- Momotus momota – Amazonemotmot
- Momotus subrufescens – Caribische motmot